# 卡廷
卡廷（俄语：Катынь，羅馬化：Katyn，發音：[ˈkatɨnʲ]，發音：[ˈkatɨɲ]），又译卡滕，是一个位于俄罗斯斯摩棱斯克州斯莫伦斯基区的村庄，距斯摩棱斯克西部约12英里。
村庄附近的卡廷森林是第二次世界大战中著名的卡廷大屠杀发生地，被俘虏的波兰军官和其它平民在这里被屠杀。2010年波兰空军图-154坠机事件也发生于此。